# 海軍少將
海军少将是海军高级军官军衔，它高于海軍准将和海軍上校，低于海军中将。它一般是两星军衔，北约代码是OF-7。

## 各國海軍

### 中華民國海軍
中華民國海軍少将，肩/領章為一顆星，是海軍將官之中最低的一個級別，由海軍上校所升任。通常擔任職務為國防部各下屬單位的高階主官（主管）、海軍司令部副參謀長、艦隊指揮部副指揮官、艦隊指揮部參謀長、艦隊指揮部政戰主任、指揮部指揮官、艦隊長、戰隊長、海軍官校校長等一職。

中華民國海軍少將肩章及袖章

#### 中華民國海軍陸戰隊
中華民國海軍陸戰隊少将，肩章為一星，是海軍陸戰隊將官之中最低的一個級別，由海軍陸戰隊上校所升任。通常擔任職務為國防部各下屬單位的高階主官（主管）、海軍司令部副參謀長、海軍陸戰隊副指揮官、海軍陸戰隊參謀長、海軍陸戰隊政戰主任、旅長與三軍聯合作戰訓練基地指揮部指揮官等一職。

中華民國海軍陸戰隊少將肩章

### 英國皇家海軍
在皇家海軍少将（Rear-admiral）为中将和准将间的军衔，准将是将官中最低一级，少将則是兩顆星。

英國皇家海軍少将肩章及袖章

#### 英國皇家海軍陸戰隊
在皇家海軍陸戰隊少将（Major-general）为中将和准将间的军衔，准将是将官中最低一级，少将則是兩顆星。少将在皇家海军写做Rear-Admiral。

英國皇家海軍陸戰隊少将肩章

### 美国海军
在英语中少将（Rear Admiral）一詞可追溯到舰队时代，当时每个舰队都会有一名海军上将（Admiral）作为舰队司令，他将指挥旗舰和整个舰队。舰队的助手也就是舰队副司令则为中将（Vice Admiral），他将指挥舰队的首舰在海战中首先承受敌人的进攻。在舰队的尾部，少将指挥其他的舰船，因为少将的位置是最为安全的，所以他在舰队中的军衔也就更低。到了现代，少将仍然是将官中最低的军衔。
在美国海军中，少将军衔分为两级，即Rear Admiral Upper Half和Rear Admiral Lower Half（相當於准将）。这个变化发生在19世纪末，当时，在海军的晋升表上排列资历时，资历排在少将中前半数的可以拿到更高的薪水，但所有的少将仍为同一军衔。
因为美国海军废除了准将军衔，所以资历排在资历表后半数的少将一般履行的是一星将军的职责，尽管直到20世纪80年代时，所有的少将都佩带两颗将星。从1980年代以后，Rear Admiral Lower Half开始佩带一颗将星，Rear Admiral Upper Half佩带两颗将星。在正式文件上，少将（Rear Admiral）的后面会加上（LH）和（UH）以区别一星与二星。缩写為RDML（一星）、RADM（二星）。

美國海軍少將(RDML)肩章及袖章
美國海軍少將(RADM)肩章及袖章
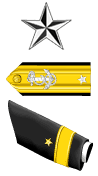
美國海軍少將(RDML)肩章及袖章
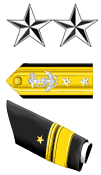
美國海軍少將(RADM)肩章及袖章

### 其他

法國海軍 Counter admiral
德國海軍 Generalmajor
俄羅斯海軍 ко́нтр-адмира́л
日本海上自衛隊 海將補
韓國海軍 소장